# Трабский, Анатолий Яковлевич
Анатолий Яковлевич Трабский (30 марта 1923 — 28 января 1988) — советский театровед.

## Биография
В 1950 году окончил Ленинградский театральный институт. Преподавал в ЛГИТМиКе, источниковед, автор трудов по библиографии и театру.
Кандидат искусствоведения. Один из авторов сб. «Советский театр. Документы и материалы. 1917—1967» (1982).

## Труды
- Основные правила библиографического описания произведений печати и составления легенд архивных документов (1986)